# Aéroport de Brest-Bretagne
 (décembre 2012).
Si vous disposez d'ouvrages ou d'articles de référence ou si vous connaissez des sites web de qualité traitant du thème abordé ici, merci de compléter l'article en donnant les références utiles à sa vérifiabilité et en les liant à la section « Notes et références ».
Pour les articles homonymes, voir BES.
L'aéroport de Brest-Bretagne (code IATA : BES • code OACI : LFRB) est un aéroport international français situé sur la commune de Guipavas, à 10 km au nord-est de Brest, dans le département du Finistère, en Bretagne. C'est le plus grand aéroport de la région Bretagne en nombre de passagers transportés. Il franchit pour la première fois de son histoire en décembre 2012 le cap du million de passagers en un an.
C'est désormais le 3e aéroport le plus important de l'ouest après Bordeaux, Nantes mais devançant Biarritz depuis fin 2019. Brest est aussi quinzième au niveau national, outre-mer compris.
Il appartient au Conseil régional de Bretagne.

## Histoire
L'histoire de l'aéroport de Brest débute durant la Première Guerre mondiale. Deux hangars à dirigeables sont construits par la marine américaine. Avec la fin de la guerre et jusqu'au début des années 1930, le site est abandonné : la marine préférant se concentrer sur Lanvéoc Poulmic.
La vie à proprement parler de l'aéroport débute en 1937 avec l'inauguration de l'aérodrome de Brest Guipavas.
À la fin de la Seconde Guerre mondiale, l'aéroport et les infrastructures sont entièrement à reconstruire.
Les premières liaisons régulières sont mises en place dans les années 1950. Brest / Ouessant puis Brest / Paris avec l'arrivée de l'ancienne compagnie française Air Inter.
En 1958, il y a eu un projet à Brest visant à construire un aéroport sous-marin pour les avions à décollage vertical. Cependant, le projet a été abandonné après avoir englouti une somme importante d'argent.
Pour faire face au trafic, l'aérogare est agrandie en 1986. Six ans plus tard, la piste est portée à 3 100 m, en faisant du même coup un terrain idéal de déroutement pour les vols transatlantiques.
En 1989, le cap du 500 000e passager sur une année est franchi. C’est aussi l’année où l’association Brait Wave, présidée par Jean Le Calvez, ouvre une chaîne de vols hebdomadaires Brest - Montréal avec un DC8 pour exporter des produits agricoles Prince de Bretagne et Savéol.
Plusieurs lignes sont lancées dans les années 2000 puis finalement suspendues : Brest / Clermont(YS) - Brest / Bordeaux(YS) - Brest / Nantes(DB) - Brest / Toulouse(DB).
La nouvelle aérogare en forme de raie manta est inaugurée en décembre 2007 après trois années de travaux. Elle permet notamment de connecter les vols moyen et long courrier aux passerelles.
Propriété du conseil régional de Bretagne, l'aéroport de Brest est actuellement géré par la SAS Aéroports de Bretagne Ouest.

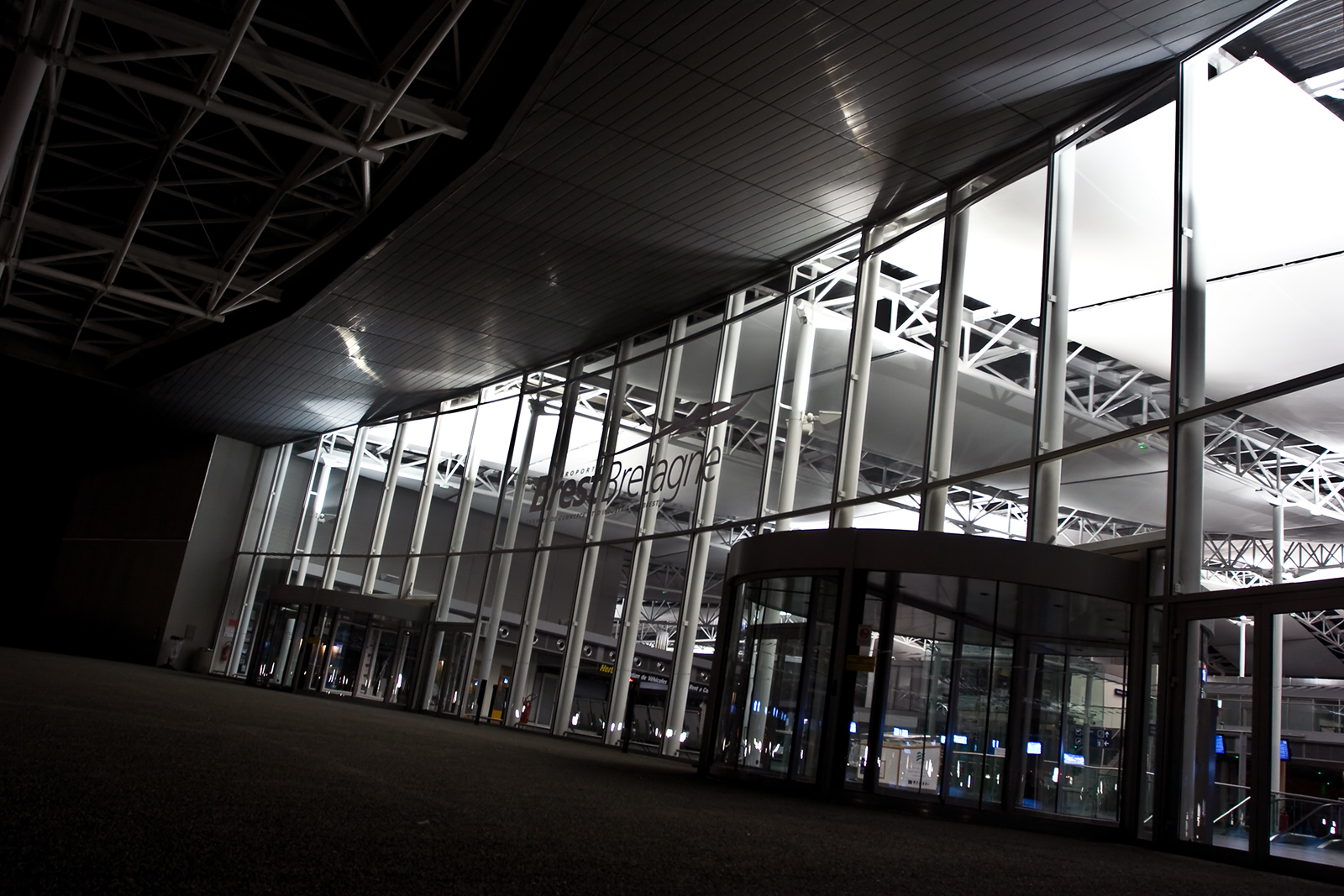
Vue de nuit sur la nouvelle aérogare.

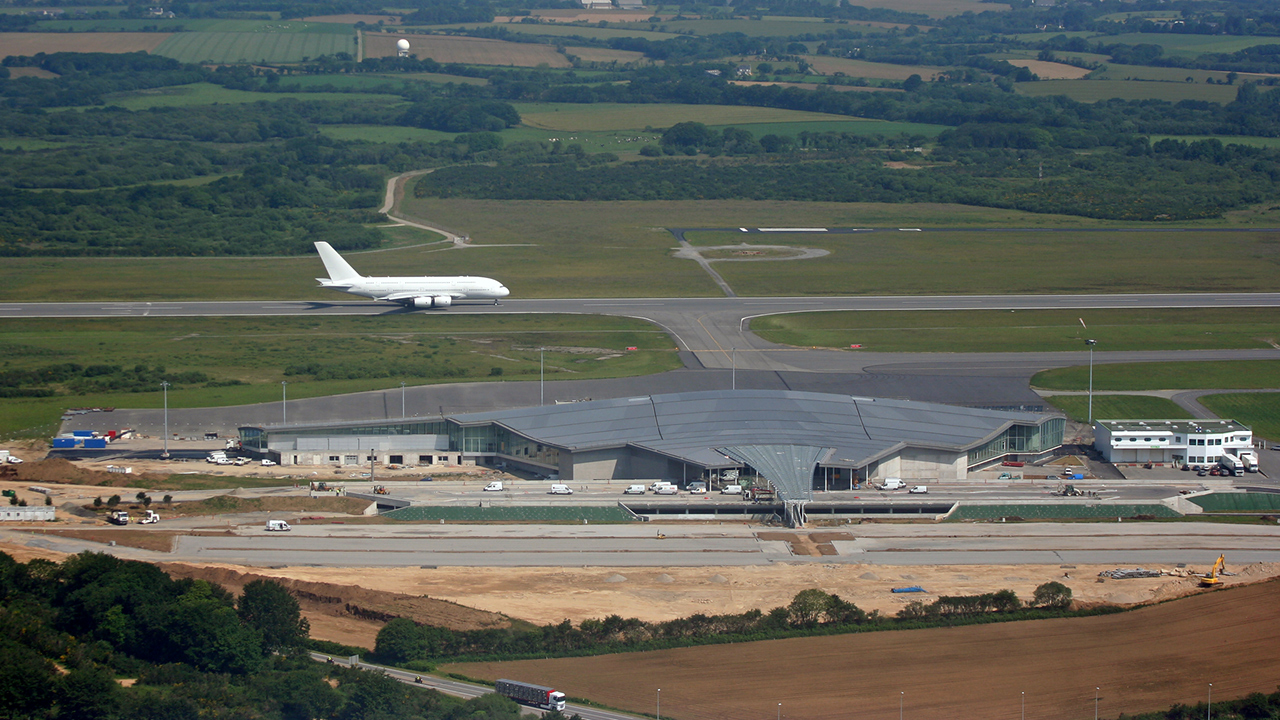
Airbus A380 au roulage devant l'aérogare en construction - Été 2007.

## L'aéroport aujourd'hui
La piste d'une longueur de 3 100 m accueille régulièrement des vols d'essai d'Airbus dans le cadre des programmes de certification de l'avionneur. Le dernier gros porteur européen, l'Airbus A380, est ainsi venu à Brest à près de 20 reprises depuis le 20 septembre 2006, date de ses premiers essais par vent de travers à la pointe bretonne. Sa position géographique particulière (1er aéroport international avant ou après la traversée de l'Atlantique) et la qualité de ses infrastructures lui permettent aussi d'accueillir périodiquement 70 % des vols de qualifications des équipages de la compagnie Air France sur gros-porteurs et des vols transatlantiques (Boeing 747, Boeing 777, Airbus A330/A340…) en déroutement. Les cinq derniers en date sont un Boeing 777-300ER d'Air France en provenance de Paris-CDG à destination de Miami le 7 novembre 2009 qui a effectué un atterrissage d'urgence pour débarquer une passagère présentant une urgence médicale. Le second fut un Boeing 767-300ER d'Ethiopian Airlines parti d'Addis-Abeba qui a atterri pour débarquer un passager souffrant d'une crise cardiaque avant de repartir vers Chicago. Le troisième date du 23 mars 2013 où un A340-300 d'Air France reliant Détroit à Paris qui dut atterrir en urgence car l'équipage dépassait son temps de vol réglementaire après avoir débarqué un passager malade à Terre-Neuve au Canada. Le quatrième date quant à lui du 31 octobre 2015 à 16 h 43 quand un Boeing 747-400 d'Air France en provenance de Paris-CDG et à destination de Mexico a effectué un atterrissage d'urgence pour débarquer une passagère qui avait fait un malaise à bord « et dont l'état a été jugé assez sérieux pour ne pas prendre le risque d'entamer la traversée de l'Atlantique avec elle à bord » a confirmé la gendarmerie de Brest.
Le dernier en date est le vol Air France AFR475A du 31 mars 2019, assuré par un Boeing 787 en provenance de Panama et à destination de Paris CDG en raison d’une urgence médicale à bord.
L'aéroport a été aussi la destination d'avions cargos gros porteurs pour l'approvisionnement en matériel sanitaire de lutte contre la COVID 19. Ainsi, le 21 janvier 2021 à 7 h 35 s'est posé un Boeing 747-400 VP-BIK de la compagnie russe Air Bridge en provenance de Xiamen, Krasnoyarsk et Liège.
L'aéroport de Brest a vu passer plusieurs essais d'A350 depuis avril 2014, le dernier en date est le 21 octobre 2017
Depuis le 12 décembre 2007, une nouvelle aérogare d'une surface de plus de 22 000 m2 a été mise en service, l'ancienne devenant trop petite face au nombre croissant de passagers, elle peut accueillir 1,8 million de passagers par an. Elle se compose de deux passerelles gros-porteurs (Boeing 747, Boeing 777, Airbus A330/A340/A 350) et de 14 autres parkings pour avions moyens et courts courriers. Elle est en forme de raie manta et elle se veut une vitrine pour la ville de Brest. Par ailleurs, une navette régulière relie l'aéroport au terminus du tramway de Brest, porte de Guipavas.
Au cours de l'été 2011, la suspension temporaire du système de navigation tous temps ILS est la cause de nombreux atterrissages avortés et déroutements du trafic passager vers d'autres aéroports de l'ouest. Cette situation affecte l'ensemble des compagnies opérant de et vers Brest-Bretagne.
Pour la première fois de son histoire, l'aéroport de Brest Bretagne a franchi en 2012 la barre symbolique du million de passagers en un an. Le 10 décembre 2012 la millionième passagère venait de Paris CDG. Près de 15 000 mouvements d’avions commerciaux ont été recensés en une année, ce qui représente plus de 20 vols au départ en moyenne chaque jour et autant à l’arrivée.
Depuis la création de l'aéroport, cinq loueurs de voitures s'y sont installés : Rent-a-Car, Avis, Hertz, Sixt et Europcar.
Le 28 janvier 2023, la compagnie aérienne Flybe a cessé toutes ses opérations à la suite de son placement sous administration judiciaire, signant l'arrêt de la liaison entre Brest et Birmingham.
Le 8 novembre 2023, la compagnie aérienne Volotea annonce que l’aéroport de Brest devient sa 9e base française. À compter d’avril 2024, un Airbus A320 débutera les opérations avec une vingtaine de destinations comme Faro, Palerme ou Athènes.  
Le 31 décembre 2023, la tour de contrôle l'aéroport de Brest est frappée par la foudre ce qui engendre l'annulation de tous les vols de la journée et des jours suivant. Le 3 janvier 2024, le service de l'aéroport reprend grâce aux travaux de réparation entrepris par le service de la navigation aérienne (SNA).  

## Situation
| \| 20 km1:801 000 \| Dinan Lannion Saint-Brieuc Ouessant Brest Morlaix Quimper Belle-Île Guiscriff - Scaër Ploërmel Pontivy Quiberon Lorient Vannes Redon Rennes Saint-Malo-Dinard BAN Lanvéoc-Poulmic BAN Landivisiau |
| 20 km1:801 000 |

## Compagnies aériennes et destinations

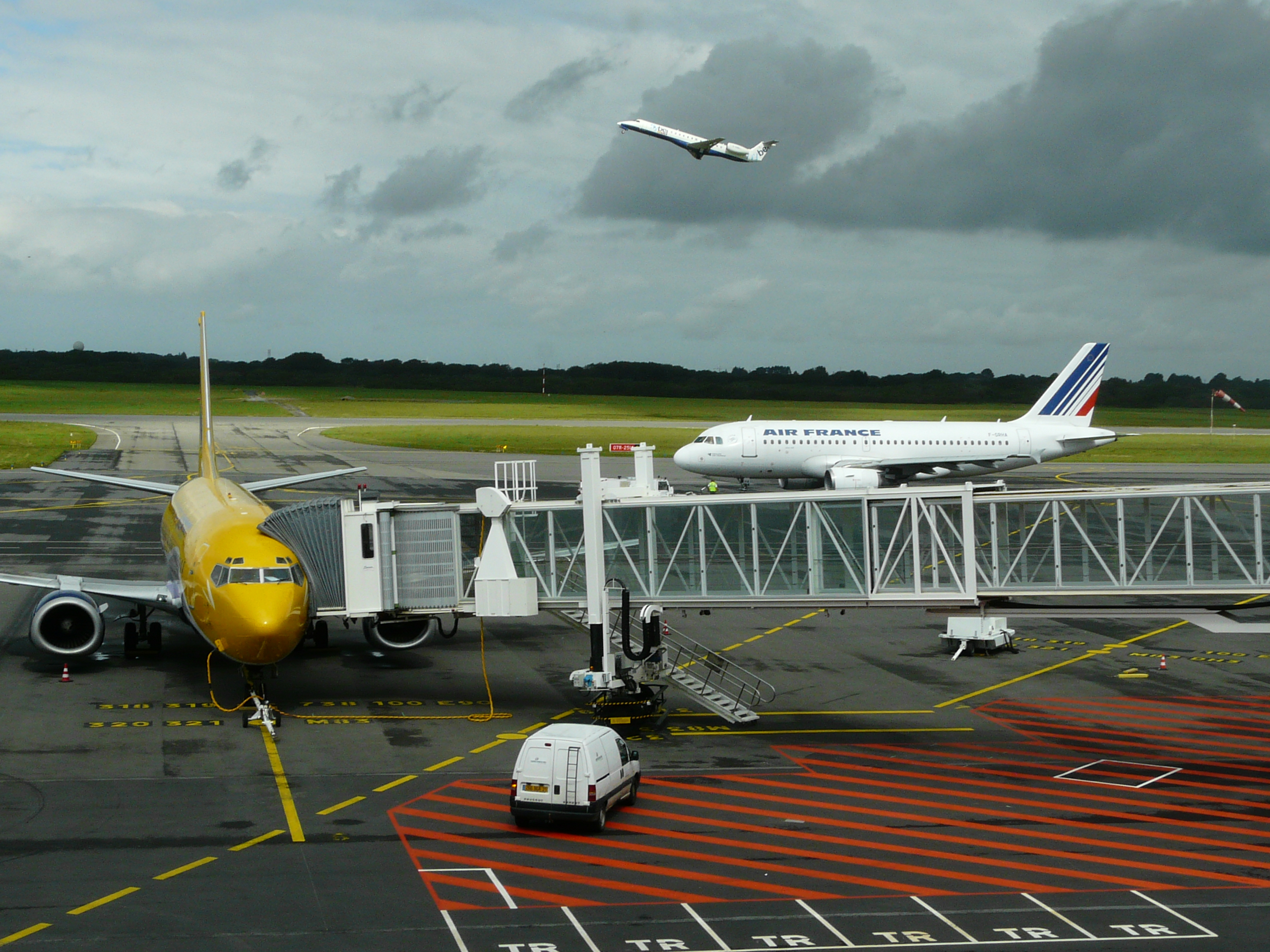
Avions au départ de Brest.

| Compagnies       | Destinations |
| ---------------- | --- |
| Aegean Airlines  | En saison : Héraklion-N. Kazantzákis |
| Aer Lingus       | En saison : Dublin |
| Air France       | Lyon-Saint-Exupéry, Paris-Charles de Gaulle |
| Chalair Aviation | En saison : Kerry-Killarney Pau |
| EasyJet          | En saison : Londres-Gatwick |
| Finist'air       | Ouessant En saison : Belle-Île, Jersey, Vannes |
| Transavia France | Marrakech-Ménara, Marseille-Provence, Toulon-Hyères, Toulouse-Blagnac En saison: Porto-F. Sá-Carneiro |
| Volotea          | - Barcelone-El Prat, - Londres-Gatwick, - Marseille-Provence, - Montpellier-Méditerranée, - Nice-Côte d'Azur, - Strasbourg En saison : - Ajaccio-Napoléon-Bonaparte - Athènes E.-Venizélos - Bastia-Poretta - Faro - Figari Sud Corse - Minorque-Mahón - Malaga-Costa del Sol - Olbia-Costa Smeralda - Palerme Falcone-Borsellino - Palma de Majorque - Rome Léonard-de-Vinci/Fiumicino - Lanzarote-Arrecife - Ténériffe-Sud Reine Sofia - Héraklion-N. Kazantzákis |

Actualisé le 12/02/2025

## Statistiques

### En graphique
Le graphique qui aurait dû être présenté ici ne peut pas être affiché car il utilise l'ancienne extension Graph, désactivée pour des questions de sécurité. Des indications pour créer un nouveau graphique avec la nouvelle extension Chart sont disponibles ici.

Voir la requête brute et les sources sur Wikidata.

### En tableau

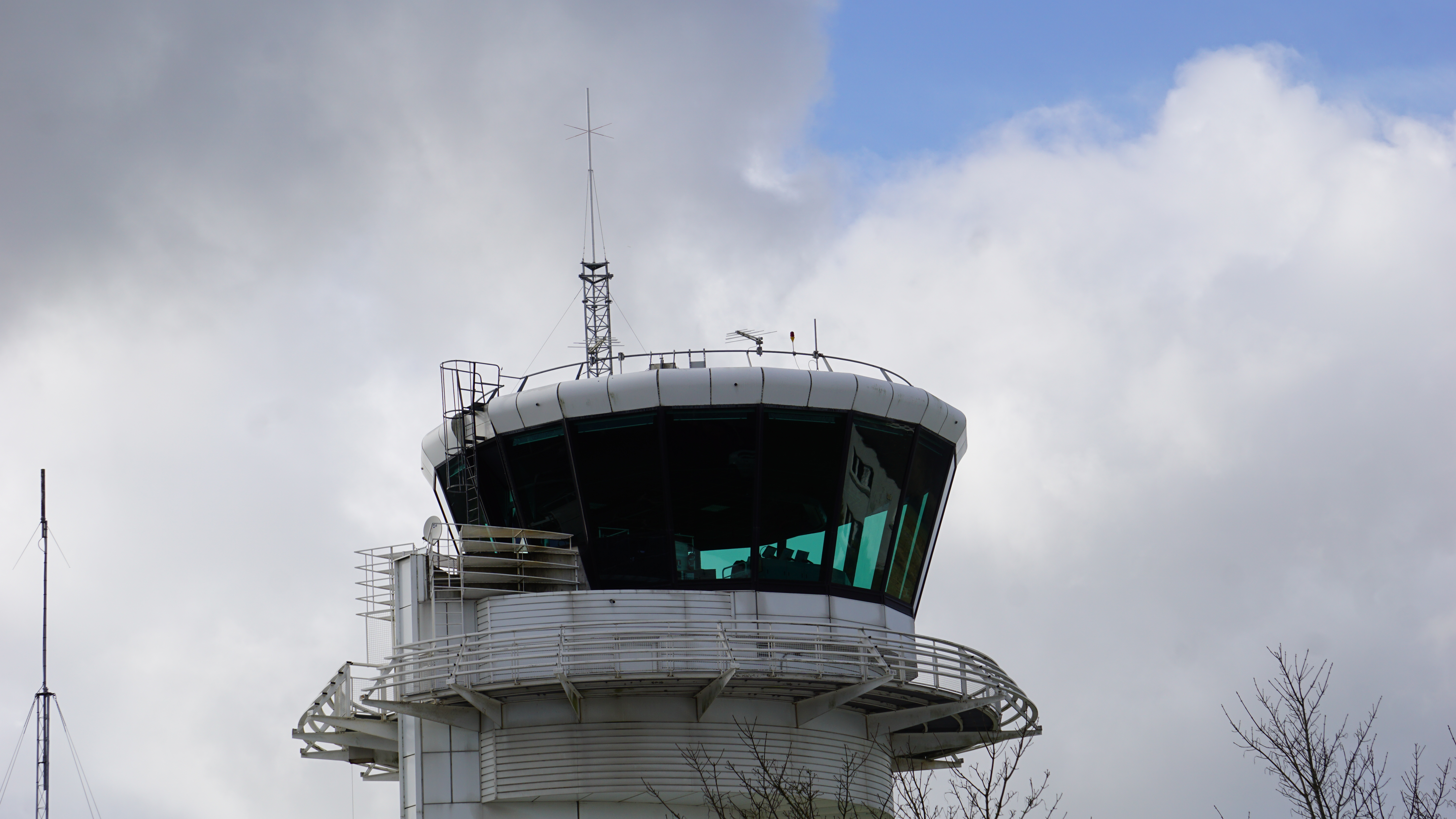

| Année | Nombre de passagers | Évolution  |
| ----- | ------------------- | ---------- |
| 1997  | 614 023             |            |
| 1998  | 661 523             | 7,7 %      |
| 1999  | 719 014             | 8,7 %      |
| 2000  | 748 060             | 4,0 %      |
| 2001  | 719 774             | 3,8 %      |
| 2002  | 739 843             | 2,8 %      |
| 2003  | 704 237             | 4,8 %      |
| 2004  | 700 170             | 0,6 %      |
| 2005  | 775 079             | 10,7 %     |
| 2006  | 817 456             | 5,5 %      |
| 2007  | 850 433             | 4,0 %      |
| 2008  | 874 747             | 2,9 %      |
| 2009  | 881 500             | 0,8 %      |
| 2010  | 919 404             | 4,3 %      |
| 2011  | 990 927             | 7,8 %      |
| 2012  | 1 070 461           | 8,0 %      |
| 2013  | 1 003 836           | 6,2 %      |
| 2014  | 998 393             | 0,5 %      |
| 2015  | 1 000 192           | 0,2 %      |
| 2016  | 1 011 651           | 1,1 %      |
| 2017  | 1 046 581           | 3,5 %      |
| 2018  | 1 104 699           | 5,5 %      |
| 2019  | 1 236 121           | 11,9 %     |
| 2020  | 461 936             | ▼ −62,63 % |
| 2021  | 654 925             | ▲ +41,78 % |
| 2022  | 801 854             | ▲ +22,43 % |
| 2023  | 810 796             | ▲ +1,12 %  |
| 2024  | 939 106             | ▲ +15,83 % |

## Les équipements
Deux pistes parallèles 25/07 :
- 25L/07R : 3 100 m × 45 m équipée balisage BI/HI et ILS CAT IIIa ;
- 25R/07L : 700 m × 18 m (utilisée par les appareils légers et Finist'air).

L'aérogare offre :
- 2 postes avec passerelles télescopiques ;
- 6 postes au contact pour les appareils de moins de 100 places ;
- 10 autres postes pour tous types d'appareils.

## Incidents et accidents
- 22 juin 2003 : le vol 5672 Air France, exploité par la compagnie aérienne Brit Air, en provenance de Nantes, s'écrase en phase d'atterrissage près de l'aéroport. L'avion transportait 21 passagers et 3 membres d'équipage, seul le commandant a perdu la vie, l'hôtesse ayant réussi à évacuer en urgence le reste des occupants.

## Les transports en commun au départ de l'aéroport
La ligne de  Bus 20 est disponible devant le terminal.
Elle dessert une vingtaine de fois par jour la station de tramway « Porte de Gouesnou ». Il faut ensuite emprunter le  Tram A, direction « Porte de Plouzané », pour rejoindre le centre-ville de Brest.

## Relation commerciale avec Ryanair
Le rapport de la CRC Bretagne pointe des anomalies dans les contrats passés avec Ryanair. Lors de son rapport, elle souligne que ces contrats sont juridiquement contestables sur plusieurs points : « dans leur forme et dans leur économie générale : il en est ainsi notamment de l’absence de portée réelle de l’engagement de la compagnie aérienne, du caractère flou des engagements des compagnies sur la promotion de la liaison, et de l’absence de sanction en cas de non-réalisation des objectifs. De surcroît, la CCIB s’est affranchie de règles d’ordre public, sur la rédaction des contrats en français. »
D'autre part, la cour énonce que les nouveaux contrats passés peuvent aussi faire l'objet de remarques, notamment le contrat du 30 novembre 2005 qui « ne respecte pas les termes de la délibération de l’AG de la CCI en date du 29 novembre 2005. Ainsi, les modulations des redevances d’assistance ne sont pas objectivement justifiées, ni rendues publiques, ni égales à celles des autres compagnies ; la subvention n’est pas dégressive dans le temps (cf. décision de la commission européenne 2004/393/CE, 12 février 2004, RyanAir/ aéroport de Charleroi). »
Selon l’estimation de la CRC, « le rabais global consenti à RyanAir, après requalification des contrats marketing, peut être estimé entre 100 % et 179 % selon les années. Tout compris, l’aide apportée est comprise entre 10 et 14 euros par passager transporté, calculée par rapport au tarif public. »
En février 2022, Ryanair décide de cesser toutes ses activités sur la plate-forme de Brest.

## Formation
Il existe sur l'aéroport plusieurs écoles de pilotage, dont l'aéroclub de Brest Finistère et Iroise Aéro Formation.

## Caractéristiques principales de la nouvelle aérogare
Architectes : Denis Dietschy (Dietschy, Rey, Lesage, Weinmann) assisté du cabinet régional Archipole
Dimensions principales :
Longueur : 260 m
Largeur : 100 m (sans la verrière sur parking)
Hauteur : 19 m
Surface de plancher : 20 000 m2 environ
Poids de la structure métallique (hors verrière) : 700 tonnes